# Friedenspark Hiroshima

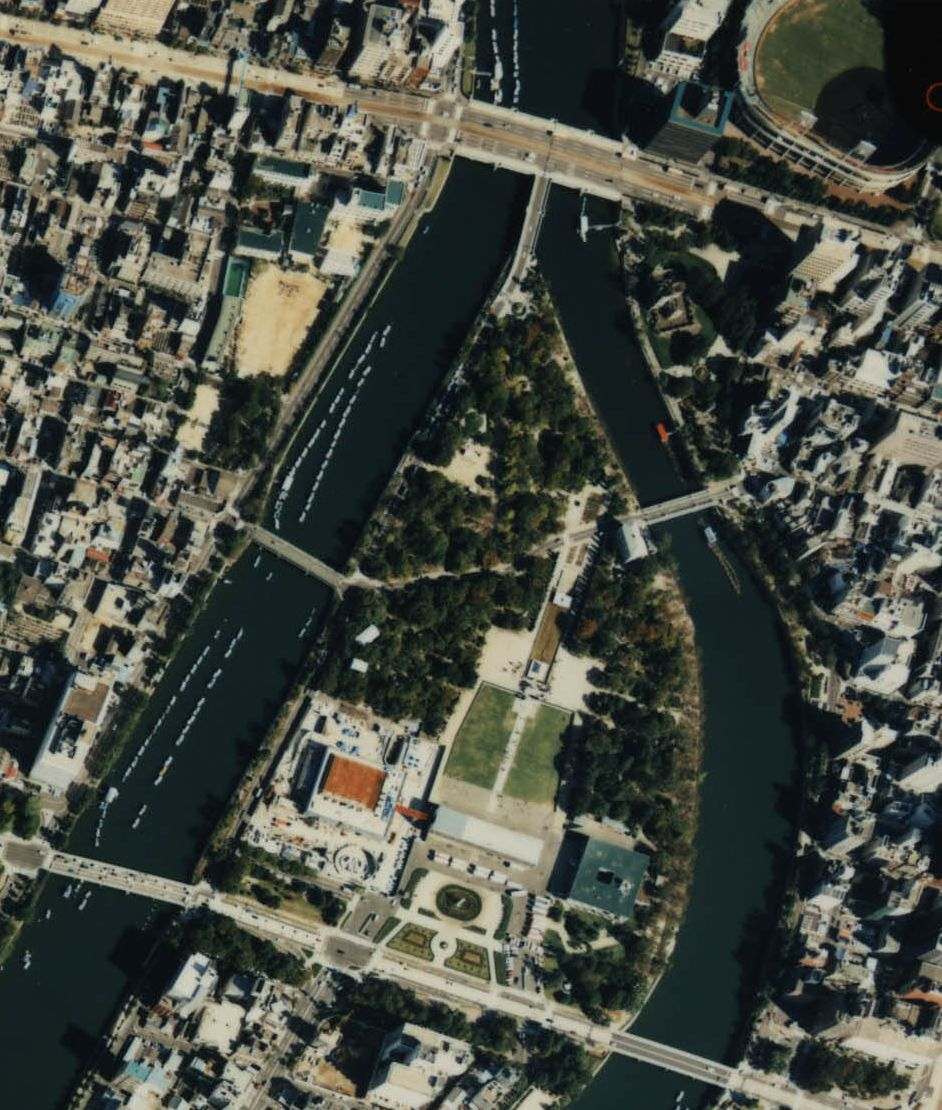
Luftaufnahme aus dem Jahr 1988.

Der Friedenspark Hiroshima (japanisch 広島平和記念公園 Hiroshima Heiwa Kinen Kōen, eigentlich Friedensgedenkpark Hiroshima) ist eine etwas mehr als 12 Hektar große Grünfläche in der Stadtmitte von Hiroshima in Japan. Der Park ist ein Erinnerungsort mit über 70 Monumenten, Einrichtungen, Statuetten und Gedenksteinen, die den direkten und indirekten Opfern des Atombombenangriffs vom 6. August 1945 gewidmet sind.

## Geschichte und Beschreibung
Der Park wurde nach den Atombombenabwürfen auf Hiroshima und Nagasaki in Übereinstimmung mit dem Hiroshima Peace Memorial City Construction Law aus dem Jahr 1948 konzipiert. Ziel war es, den Stadtteil Nakajima, der sich auf einer Insel zwischen den Flüssen Motoyasu-gawa und Honkawa befand und über dem die Atombombe detoniert ist, nach seiner vollständigen Zerstörung als Naherholungsgebiet für die Stadtbevölkerung wieder aufzubauen. Gleichzeitig sollte der Park als Gedenkstätte die Möglichkeit bieten, um die Opfer zu betrauern und über die Auswirkungen einer Atombombe nachzudenken, aber auch als Wahrzeichen für den Frieden gelten.
Der Park ist so angelegt, dass das Friedensdenkmal, der Friedensteich, die Friedensflamme, das Kenotaph, das Friedensmuseum, der Brunnen der Gebete, die Statue von Mutter und Kind im Sturm und neuerdings auch die Tore des Friedens mittig auf einer Linie liegen, wobei das Kenotaph das Zentrum bildet. Es ergibt sich vom Friedensdenkmal aus eine durchgängige Sichtachse in eben jener Reihenfolge.
Jedes Jahr am 6. August findet im Park anlässlich des Jahrestags des Atombombenabwurfs eine Friedenszeremonie statt.
Während der Feierlichkeiten trägt der amtierende Bürgermeister von Hiroshima die Friedensdeklaration vor, die an alle Staaten weltweit appelliert, Atomwaffen abzuschaffen und für Weltfrieden einzutreten.
Um 8:15 Uhr, dem Zeitpunkt der Detonation, wird mit der Friedensglocke eine Schweigeminute eingeläutet. Nach Einbruch der Nacht werden unzählige Papierlaternen entzündet und auf den Fluss gesetzt und treiben gelassen (Tōrō nagashi).
Am 28. Mai 2016 besuchte Barack Obama als erster US-amerikanischer Präsident den Friedenspark in Hiroshima. In seiner Rede im Friedenspark bedauerte Obama die Qualen, die durch die Atombombenabwürfe verursacht wurden und rief zum Anstreben einer Welt ohne Atomwaffen auf. Eine Entschuldigung erfolgte jedoch nicht.

## Denkmäler
Friedensdenkmal in Hiroshima
Besser bekannt als Atombomben-Kuppel (A-bomb Dome). Das ehemalige Gebäude der Industrie- und Handelskammer aus dem Jahr 1914 blieb trotz des geringen Abstands zum Bodennullpunkt von 160 m weitgehend bestehen, da die von der Explosion ausgehende Druckwelle beinahe senkrecht auf die Struktur eingewirkt hat. 1996 wurde die Ruine in die Liste des UNESCO-Welterbes aufgenommen.
Kenotaph für die Opfer der Atombombe
Das Denkmal für Hiroshima, der Stadt des Friedens, wurde 1952 von Kenzō Tange entworfen. Das steinerne Kenotaph beinhaltet eine Liste von verstorbenen Opfern aller Nationalitäten, sofern die Angehörigen dies wünschen. Die Liste wird stetig erweitert (siehe Hibakusha), am 6. August 2015 umfasste sie 108 Bände mit 297.684 Namen. Auf dem Stein steht geschrieben: „Lasse alle Seelen hier in Frieden ruhen, denn wir werden das Böse nicht wiederholen“.
Flamme des Friedens
Das Gebilde wurde von Kenzo Tange entworfen und stellt zwei zusammengelegte Hände dar, die sich wie ein Kelch nach oben hin öffnen. In ihrer Mitte brennt ein „ewiges Feuer“, das seit dem 1. August 1964 nicht mehr erloschen ist und brennen soll, bis der Tag kommt, an dem alle Atomwaffen von der Erde verschwunden sind.
Nationale Friedensgedenkhalle für die Atombombenopfer
Das Gebäude wurde 2002 eröffnet, um Erfahrungsberichte und Erinnerungen von Überlebenden und Opfern zu archivieren und Besuchern ein besseres Verständnis dafür zu geben, wie viel Leid die Atombombe über die Bevölkerung Hiroshimas gebracht hat. Neben einer Gedenkhalle, die zum stillen Gebet einlädt, werden auf Bildschirmen die Porträts und Namen aller eingetragenen verstorbenen Atombombenopfer Hiroshimas veröffentlicht.
Im Inneren befindet sich ein Fliesenmosaik aus ca. 140.000 Teilen, welches die Zerstörungen nach dem Abwurf der Atombombe zeigt. Die 140.000 Fliesenkacheln beziehen sich auf die Anzahl der Opfer der Atombombe zwischen dem Abwurf am 6. August und Ende Dezember 1945. In der Mitte der Erinnerungshalle befindet sich ein Wasserbrunnen – zur Erinnerung an den Durst, unter dem die Opfer infolge der Explosion, der Brände und der Verletzungen bis zu ihrem Tod litten.
Kinder-Friedensmonument
Das Monument wurde 1958 errichtet und Sadako Sasaki gewidmet, die 1955 im Alter von 12 Jahren an den Spätfolgen der Verstrahlung verstarb. Sie wurde weltweit durch das Falten von Hunderten Origami-Kranichen (Orizuru) bekannt. Nach ihrem Tod entstand durch die Unterstützung von 3100 Schulen innerhalb und außerhalb Japans diese neun Meter hohe Bronzestatue. Auf der Spitze der dreibeinigen Kuppel steht die Figur eines Mädchens, das einen Origami-Kranich in die Höhe hält. Auf dem Sockel befindet sich eine Inschrift: „Dies ist unser Ruf. Dies ist unser Gebet. Für den Aufbau von Frieden in der Welt.“ Rund um das Denkmal herum befinden sich Schaukästen mit tausenden aufgefädelten Papierkranichen, die als Symbol der Friedensbewegung und des Widerstandes gegen den Atomkrieg von Kindern aus aller Welt gefaltet wurden.
Atombomben-Hügel-Denkmal
Hier wurden die sterblichen Überreste vieler Opfer zusammengetragen und verbrannt. Durch Bürgerspenden konnte man im Mai 1946 ein provisorisches Monument errichten; im Juli desselben Jahres entstand ein Cinerarium und ein Schrein. Am 5. August 1955 wurde der jetzige Hügel fertiggestellt. In dem unterirdischen Cinerarium befindet sich die Asche von circa 70.000 Opfern.
Friedensglocke
Die Glocke wurde 1964 von der A-bomb Survivor Hiroshima Hope Fruition Society gestiftet. Auf der Oberfläche der Glocke ist eine Welt ohne Grenzen zu sehen, an der Schlagstelle befindet sich ein Atomsymbol. Die Friedensglocke und ihre Aufhängung sind von einem Wasserbecken mit Lotosblumen umgeben.
Brunnen der Gebete
Der Brunnen wurde 1964 von der Hiroshima Bank gestiftet und setzt sich aus einem größeren ovalen Basin von 27 m Länge und 19 m Breite und einem kleineren Springbrunnen in dessen Mitte zusammen. Viele der nicht sofort verstorbenen Opfer litten aufgrund ihrer starken Verbrennungen Durst und riefen nach Wasser, bis sie starben. Der Brunnen soll den Durst dieser Seelen löschen. Im Vordergrund die „Statue von Mutter und Kindern im Sturm“. Die Bronzestatue wurde 1960 von Shin Hongo geschaffen und durch Spenden der Hiroshima Municipal Federation of Women’s Associations finanziert.
Tore des Friedens
Bei diesem Denkmal handelt es sich um zehn Glastore mit neun Metern Höhe, die sich am südlichen Ende des Parks entlang des Friedensboulevards befinden. Das Wort „Frieden“ findet sich als Gravur in 49 Sprachen. Die Tore wurden anlässlich des 60-jährigen Jahrestages des Atombombenabwurfs von der französischen Künstlerin Clara Halter zusammen mit dem ebenfalls französischen Architekten Jean-Michel Wilmotte gestiftet.
Monument für die alte Aioi-Brücke
Die Brücke, die sich nördlich der Insel zur Aioi-dori spannte, überstand die Detonation und blieb noch weitere 35 Jahre in Betrieb, ehe sie durch eine neuere Konstruktion ersetzt wurde.
Im Gedenken an Doktor Marcel Junod
Junod kam als Delegierter des Internationalen Komitees vom Roten Kreuz (IKRK) nach Japan. Er stellte eine Hilfsmission für die Stadt zusammen und war am 8. September 1945 der erste ausländische Arzt, der Hiroshima erreichte. Während seines fünftägigen Aufenthaltes besuchte er alle Krankenlager, überwachte die Verteilung der Hilfsgüter und leistete selbst ärztliche Hilfe.
Monument für den ehemaligen Nördlichen Tenjin-machi-Bezirk
Der Stein wurde 1973 eingeweiht. Tenjin-machi galt als Amüsierviertel Nakajimas. Da das Viertel durch die Explosion vollständig zerstört wurde, baute man es nicht wieder auf. Stattdessen entstand an seiner Stelle der Friedenspark.
Weitere Denkmäler
- Monument für den ehemaligen Südlichen Tenjin-machi-Bezirk
- Hiroshimas Zero Mile Stone (siehe Fundamentalpunkt)
- Monument für das ehemalige Zeimoku-cho-Viertel
- Hakenlilien, die die Atombombe überstanden haben
- Linden tree monument
- Monument für das Freiwilligen-Armeekorps
- Monument für die Zweite Mittelschule
- Denkmal für die städtische Schiffbauindustrie-Schule
- Gedenkmonument für die Opfer der zerbombten Städtischen Weiterführenden Schule für Mädchen
- Monument für die Angestellten des Postamtes Hiroshima
- Monument für die Bauarbeiter und Handwerker
- Monument für die Angestellten der Coal Control Related Company
- Monument für die Hiroshima Gas Corporation
- Monument für die Atombombenopfer der Hiroshima Agricultural Association
- Monument für die Hiroshima district lamber control corporation
- Monument für Zensonpo (All japan casualty insurance labor union)
- Monument für Doktor Hideki Yukawa: Statue des Friedens New leafs
- Monument in Gedenken an Norman Cousins
- Monument, das an Papst Johannes Paul II. und dessen Appell nach Frieden erinnert
- Monument für den Poeten Sankichi Toge
- Das Barbara-Reynolds-Gedenkmonument
- Blumenuhr
- Friedenszeder
- Gedenkturm für die Atombombenopfer
- Steinlaterne des Friedens
- Atombomben-Grabsteine
- Friedensbrunnen
- Figur der barmherzigen Göttin Kannon des Friedens
- Lampe der Nachtwache
- Statue der barmherzigen Mutter
- Freundschafts-Monument
- Uhr, die an die Heimschaffung derer erinnert, die sich entschieden haben, in die Demokratische Volksrepublik Korea zurückzukehren
- Friedensgedenk-Briefkasten
- Gebetsmonument für Frieden
- Gebets-Haiku-Monument für Frieden
- Haar-Monument
- Der Ground Zero, also der Bodennullpunkt über dem die Atombombe detoniert ist, befindet sich außerhalb des Friedensparks jenseits des Flusses Motoyasu, etwa 200 m östlich des Friedensdenkmals vor der Shima-Klinik.

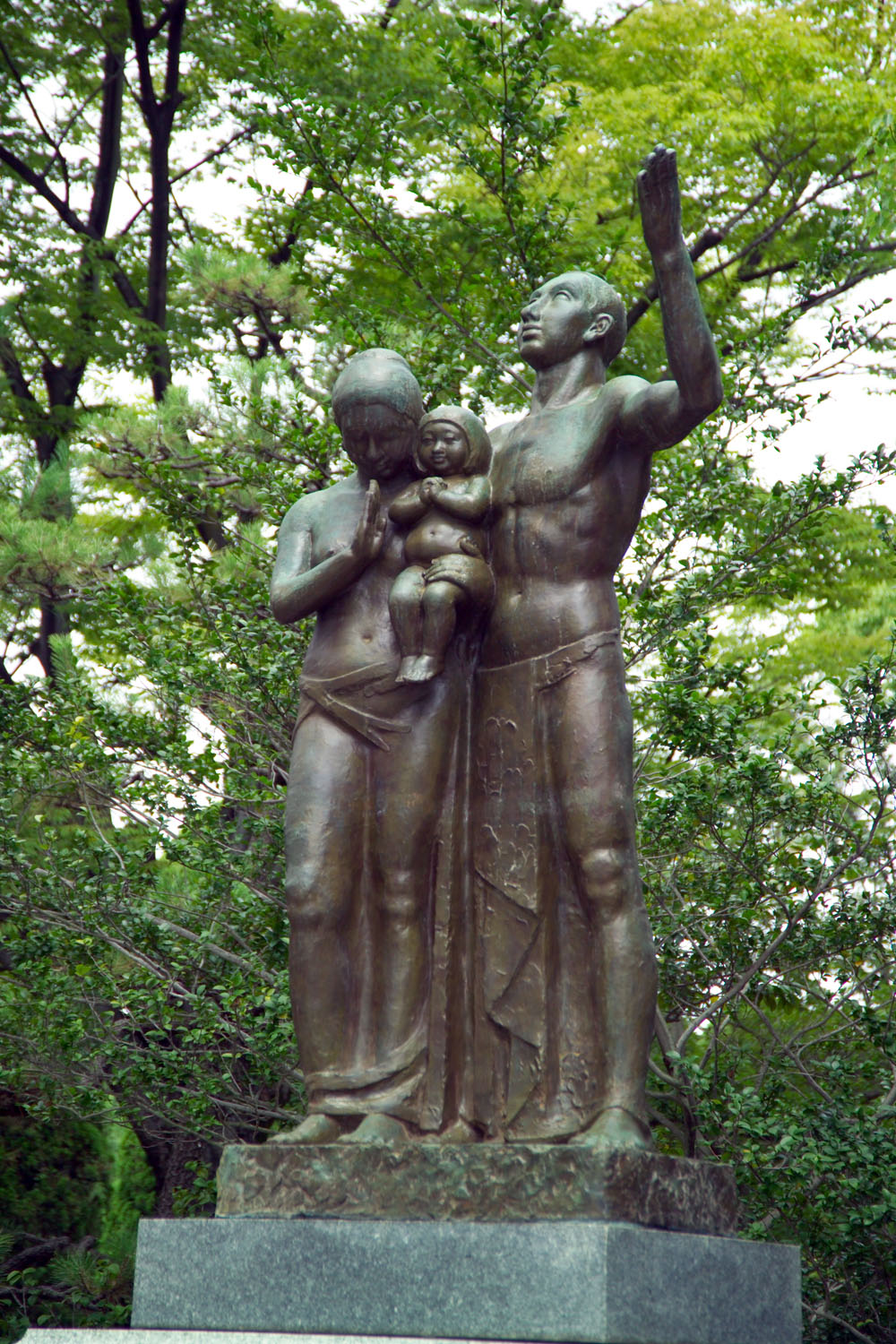
Monument der Gebete
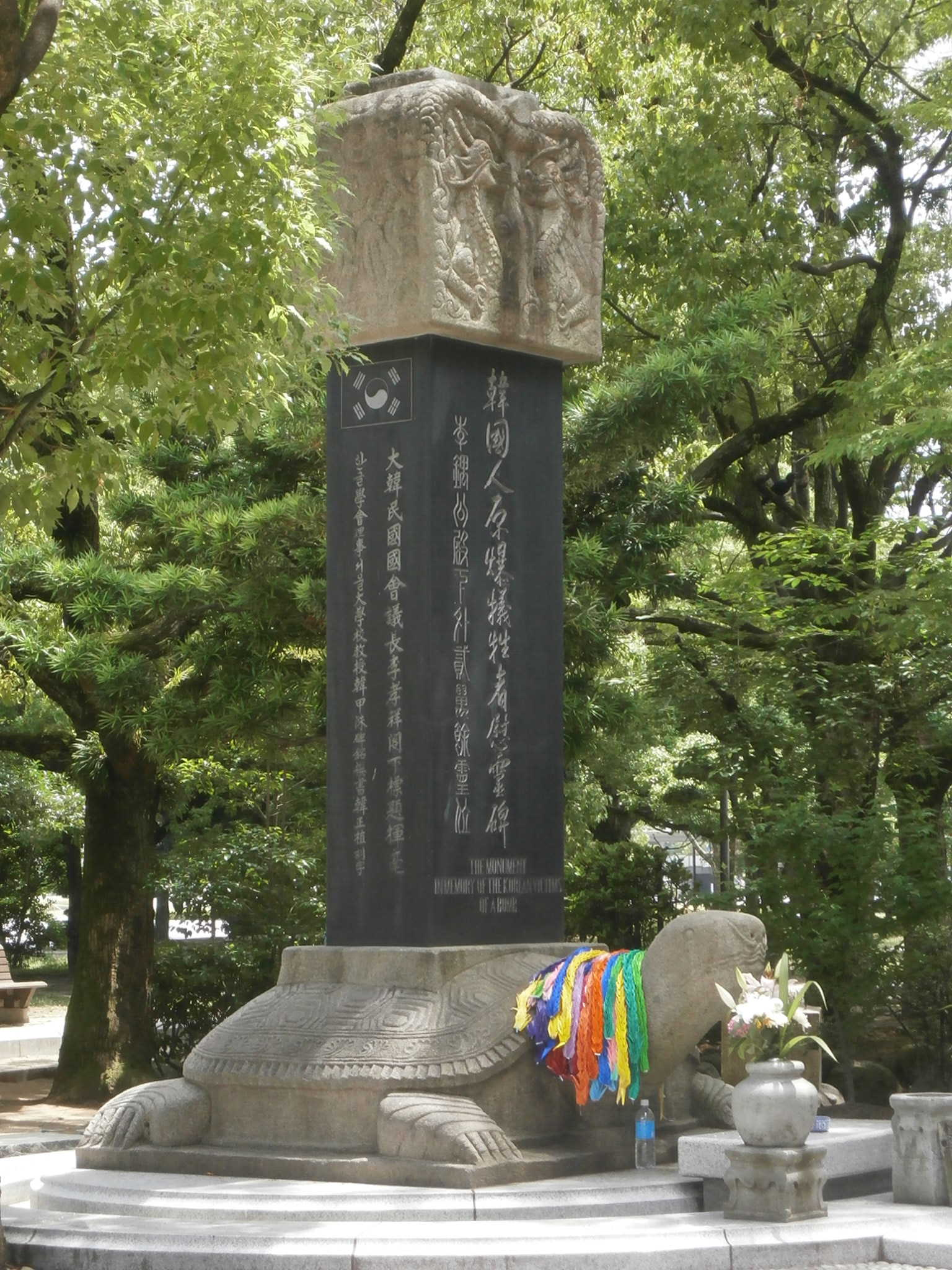
Monument für die koreanischen Opfer und Überlebenden
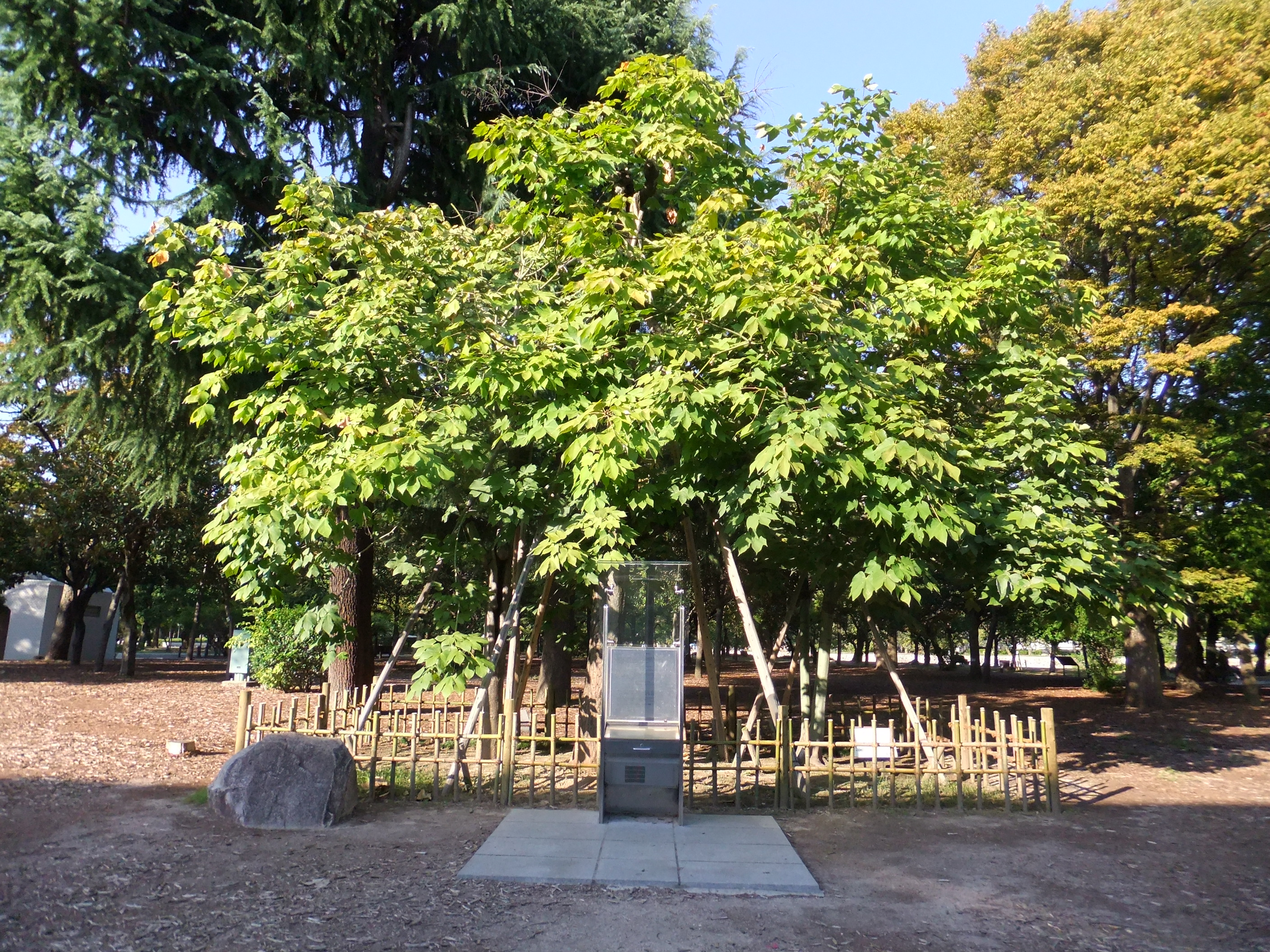
Phönixbäume, die die Atombombe überstanden haben
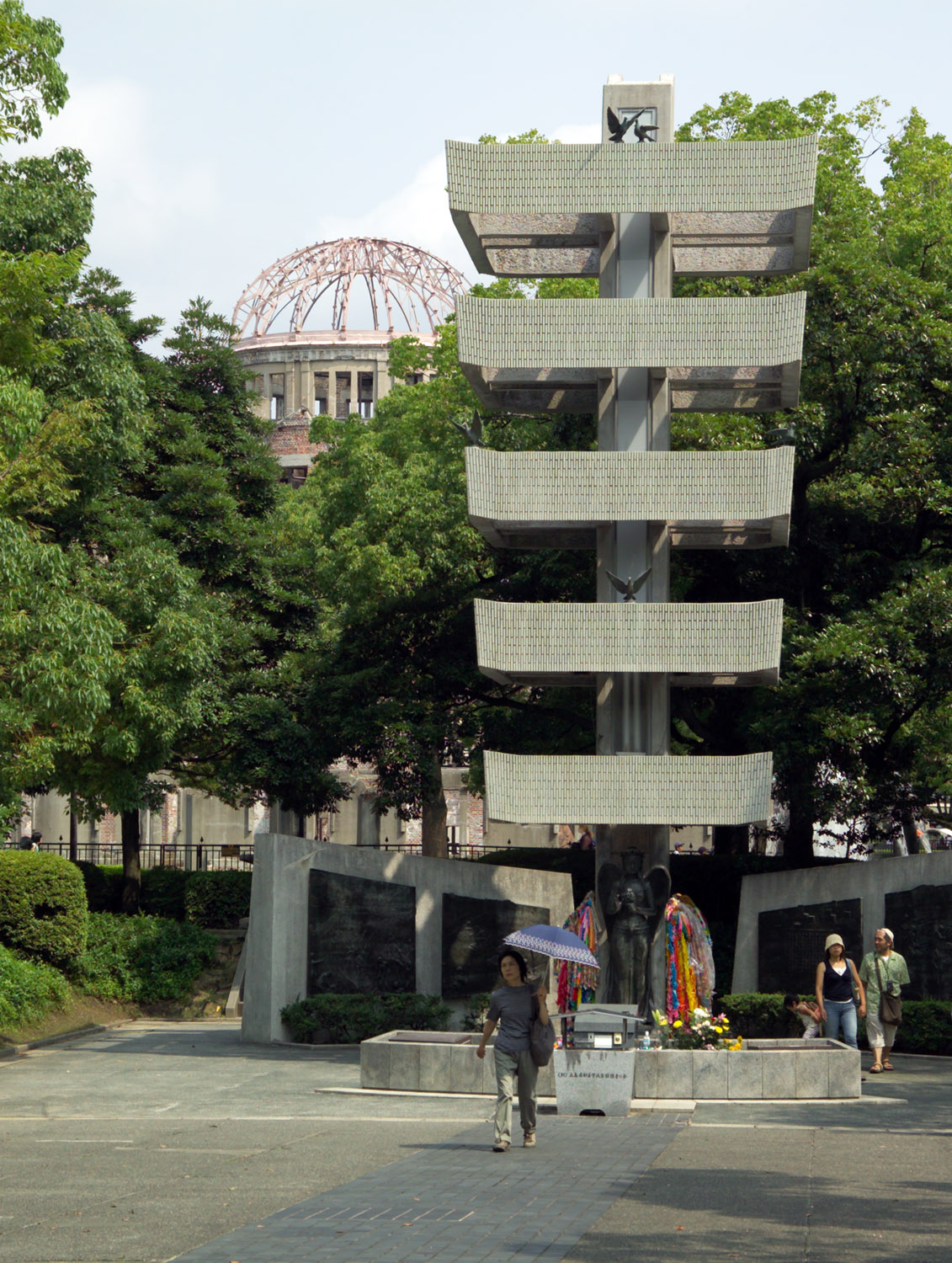
Gedenkturm für die mobilisierten Schüler, die getötet wurden
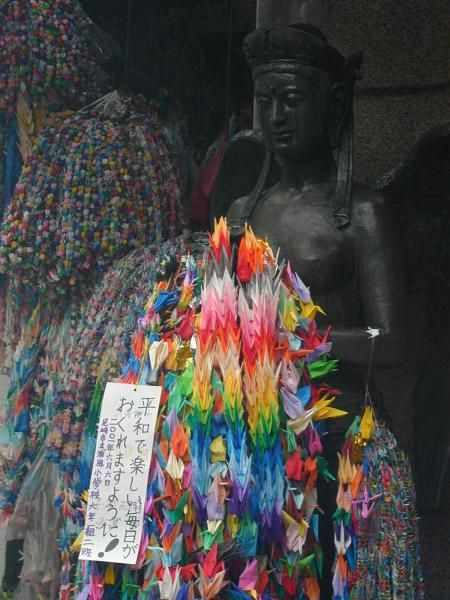
Barmherzige, tröstende Göttin Kannon für die mobilisierten und getöteten Schüler
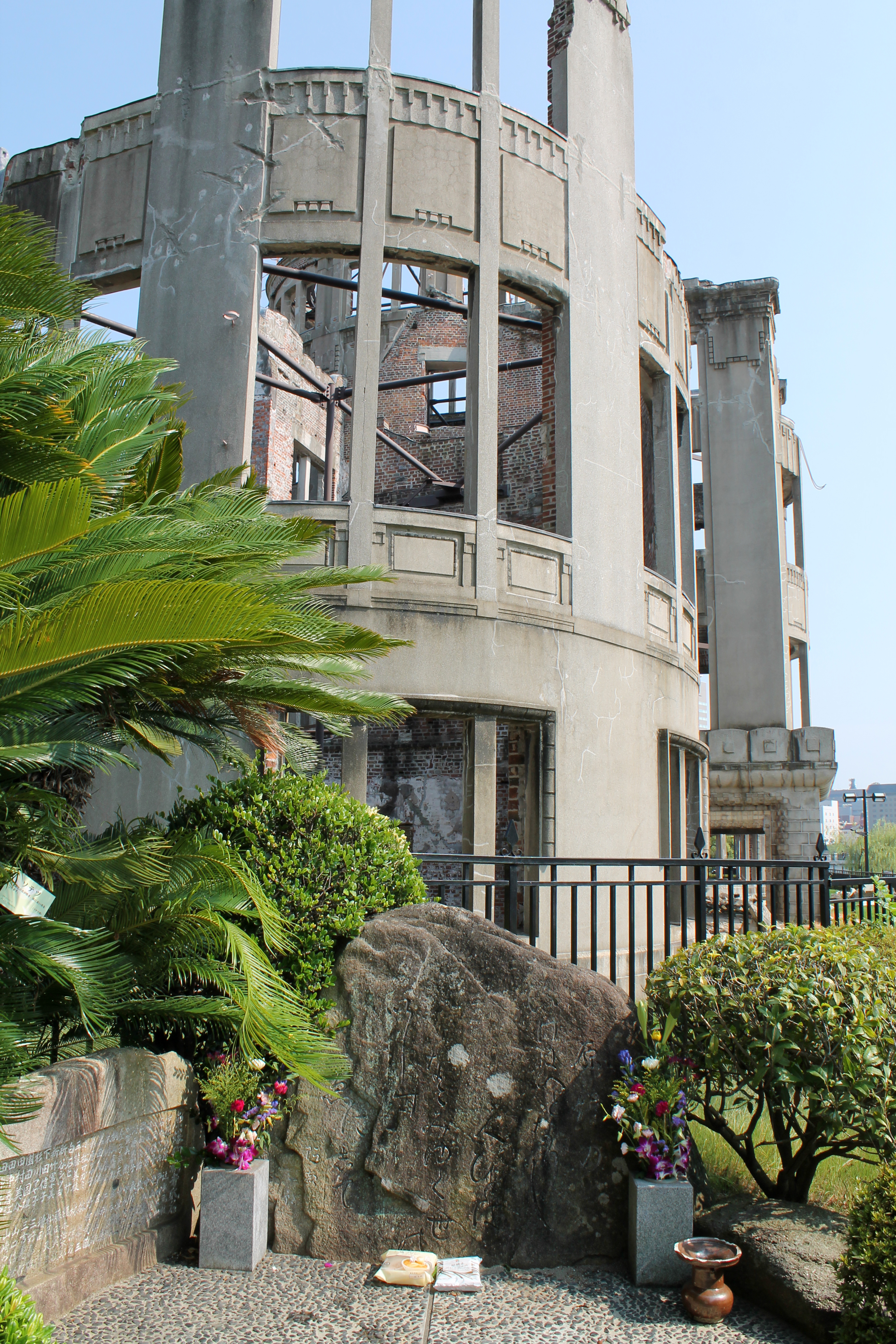
Monument für die, die im Chugoku-Shikoku-Büro für Öffentlichkeitsarbeit gestorben sind
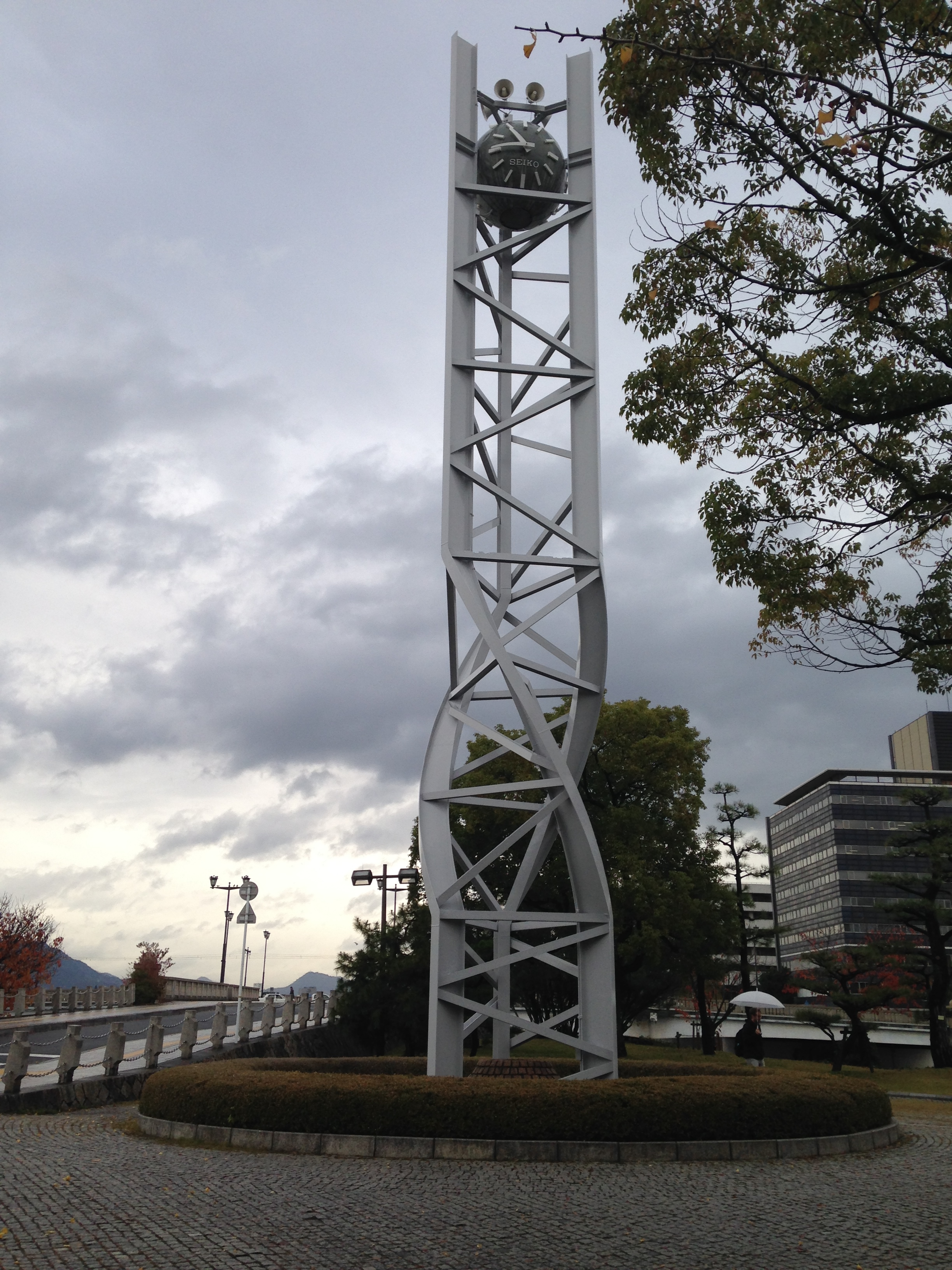
Friedensuhrenturm
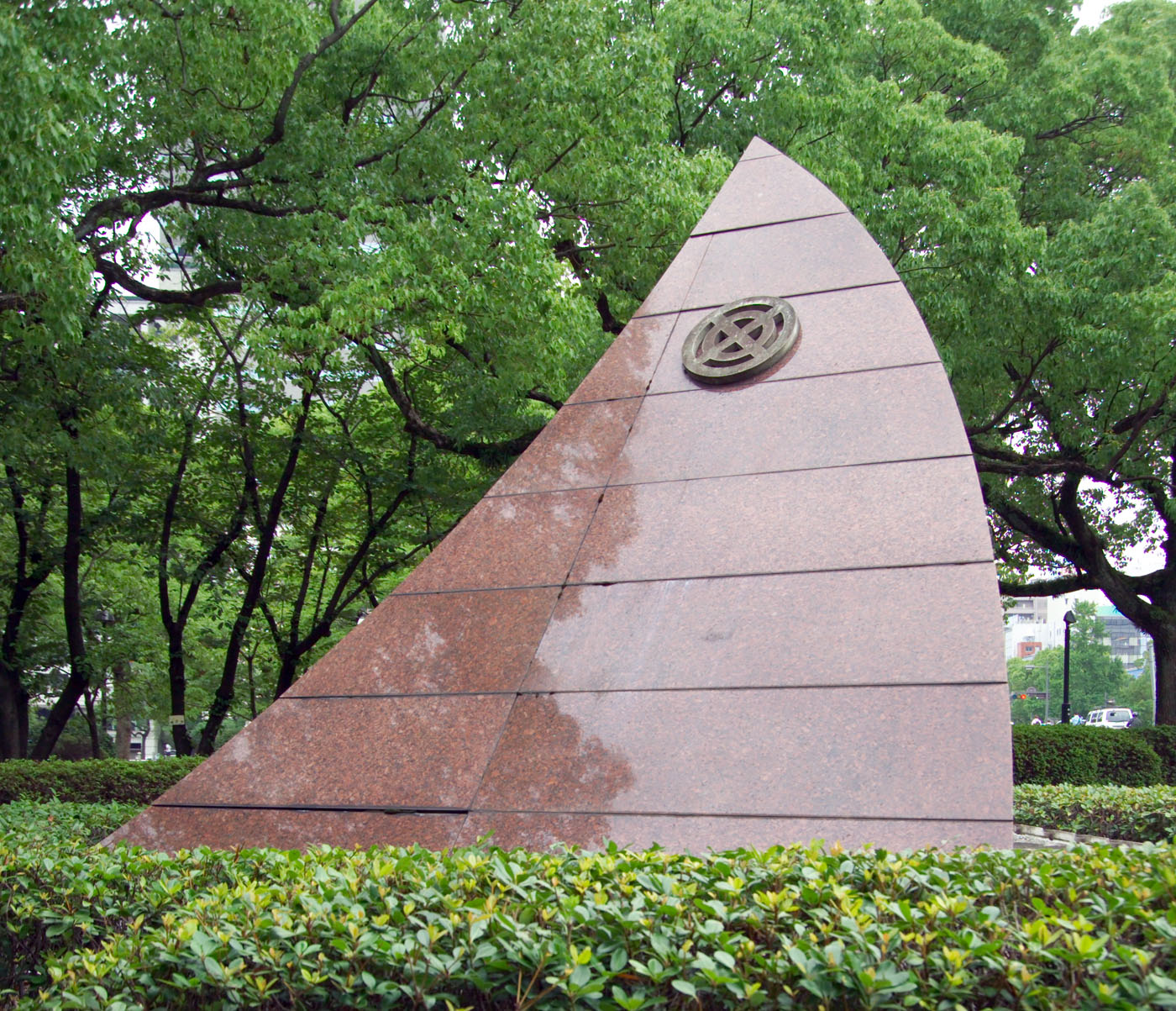
Turm des Friedens
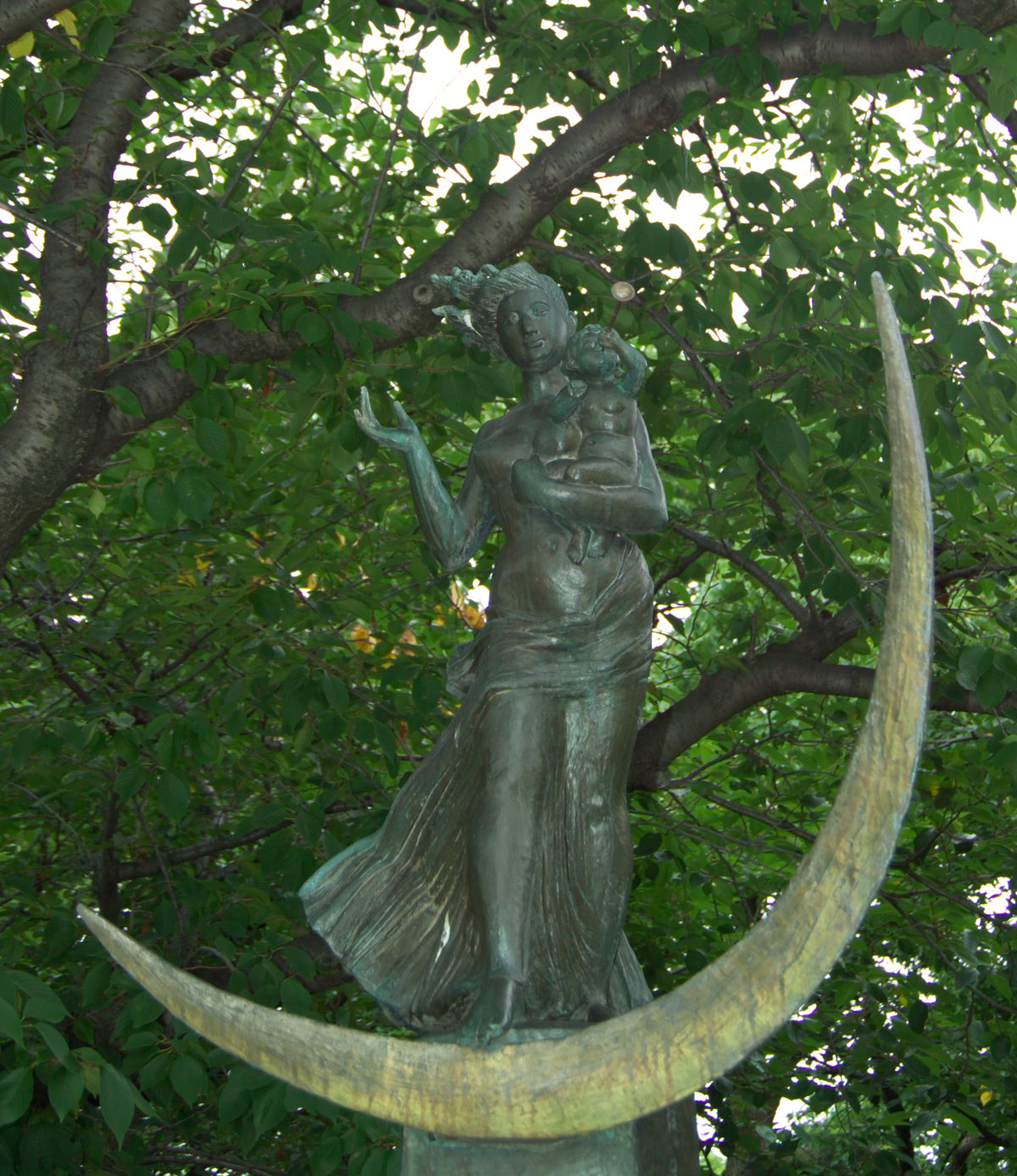
Statue eines Gebets für Frieden. Beschriftet mit einem Gedicht von Shinpei Kusano
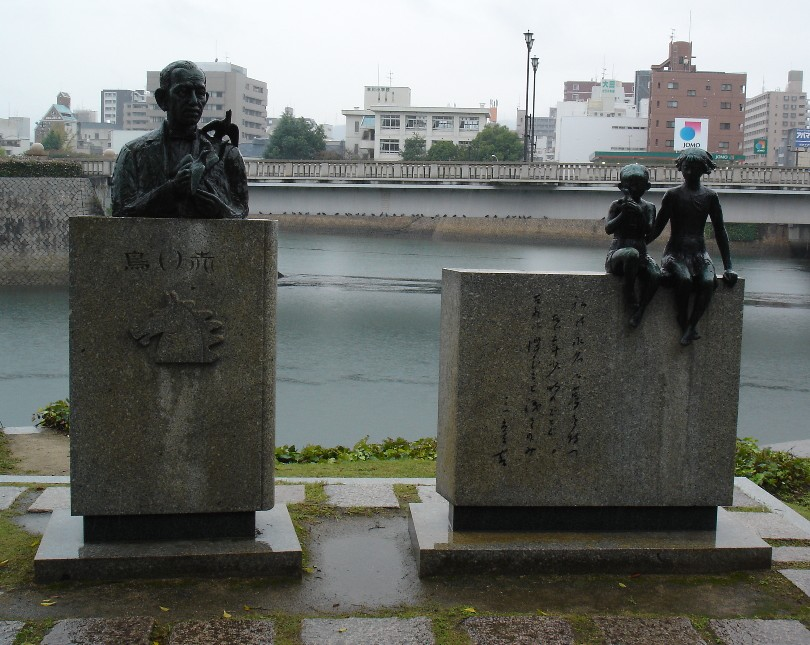
Monument für den Kinderbuchautor Miekichi Suzuki
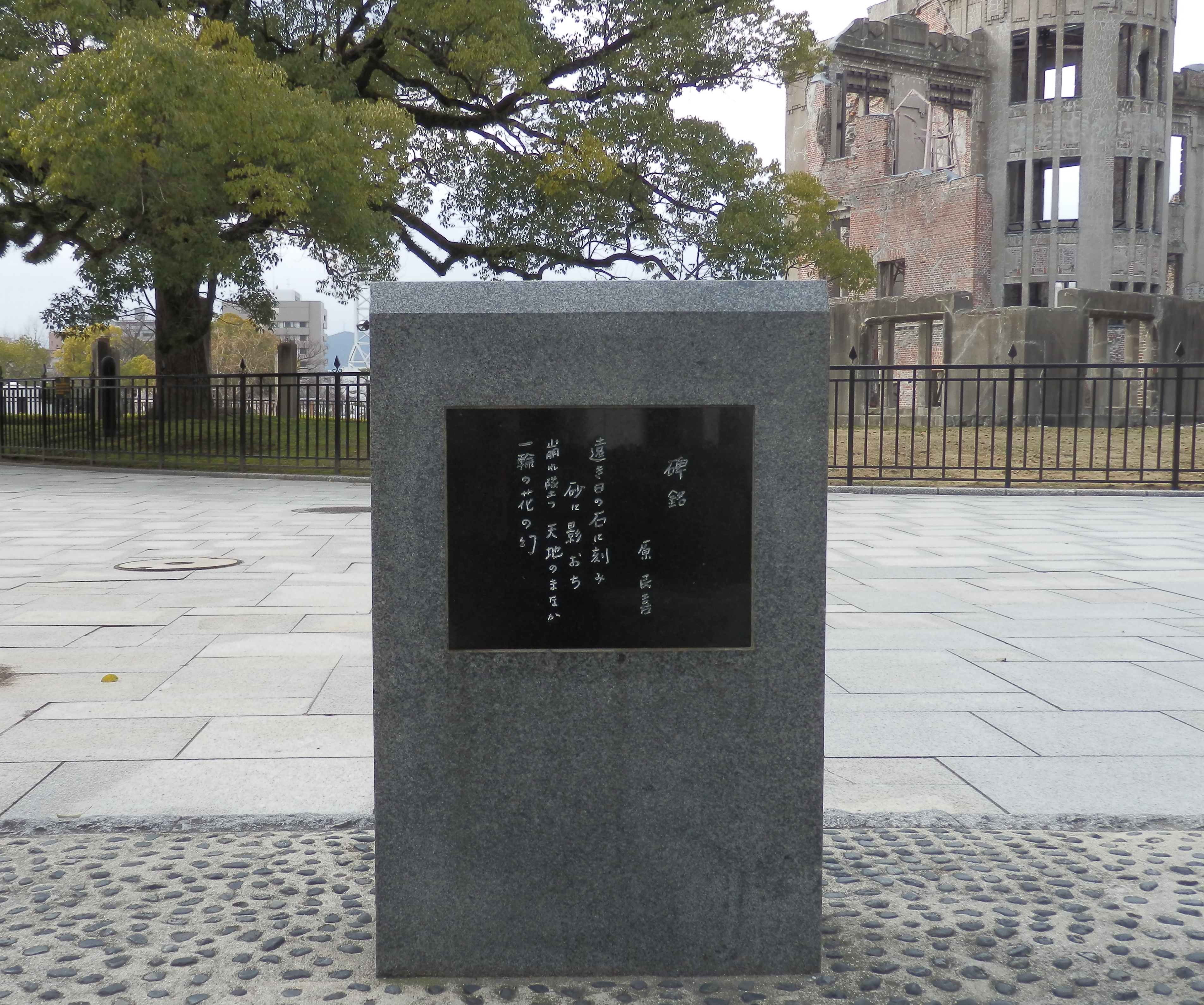
Monument für den Poeten Tamiki Hara, beschriftet mit Worten von Haruo Sato